# Rubus decurrentispinus
Rubus decurrentispinus — вид квіткових рослин з родини трояндових (Rosaceae). Ареал: Південна Швеція, Данія, Німеччина (Бранденбург, Берлін, Гамбург, Мекленбург-Передня Померанія, Нижня Саксонія, Шлезвіг-Гольштейн, Саксонія, Саксонія-Ангальт, Тюрингія), Польща.